# Dongola (Illinois)
Dongola es una villa ubicada en el condado de Union en el estado estadounidense de Illinois. En el año 2010 tenía una población de 806 habitantes y una densidad poblacional de 281 personas por km².

## Geografía
Dongola se encuentra ubicada en las coordenadas 37°21′40″N 89°9′52″O / 37.36111, -89.16444.

## Demografía
Según la Oficina del Censo en 2000 los ingresos medios por hogar en la localidad eran de $24,53, y los ingresos medios por familia eran $32,11. Los hombres tenían unos ingresos medios de $30,23 frente a los $18,86 para las mujeres. La renta per cápita para la localidad era de $11,91. Alrededor del 21,5% de la población estaban por debajo del umbral de pobreza.